# Henri Pittier
 (août 2024).
Henri François Pittier, né à Bex le 13 août 1857 et mort le 27 janvier 1950 à Caracas, est un géographe, naturaliste et botaniste suisse, émigré au Costa Rica en 1887 où il a fondé l'Institut géographique physique, puis au Venezuela. Le parc national Henri Pittier, premier parc national du Venezuela, a été nommé en son honneur.

## Biographie
La vie en Suisse et en Europe d'Henri Pittier est peu connue, si ce n'est qu'il a poursuivi ses études au Polytechikum de Zurich à l'université d'Iéna en Allemagne dont il sort avec un diplôme d'ingénieur civil et un titre de docteur en philosophie en 1885. Il enseigne ensuite les sciences naturelles au collège de Château-d'Œx, puis au département de géographie de l'université de Lausanne, qui lui confère le titre de docteur honoris causa en sciences. Au milieu des années 1880, il effectue une expédition botanique au bord de la Méditerranée et au Levant.
Il part pour le Costa Rica en 1887, où il fonde un observatoire météorologique, puis il fonde l'Institut géographique physique qui comprend une station météorologique, un service de géographie et un musée d'histoire naturelle. Il fait publier également un bulletin scientifique attaché à cet institut. En plus d'étudier la flore et la faune de ce pays, il le cartographie et intervient dans la définition du tracé des lignes de chemin de fer et des routes du pays.
Au bout de quinze ans au Costa Rica, il se rend aux États-Unis en 1901, pour être engagé au ministère de l'agriculture, au service de botanique, où il étudie ses collections rapportées du Costa Rica. Il publie ainsi en 1907 en collaboration avec son compatriote Adolphe Tonduz Primitae Florae Costaricensis.
Il visite également plusieurs pays pour en étudier la flore: le Mexique, le Guatémala, Panama, la Colombie et l'Équateur. Il arrive pour la première fois au Venezuela en 1913, comme assesseur pour ouvrir une école d'agriculture à Maracay, mais ses observations ne sont pas validées et il repart pour Washington, rapportant avec lui des spécimens botaniques de l'Aragua, du Lara et de l'État de Yaracuy.
Il retourne au Venezuela en 1917, appelé par le gouvernement pour fonder une station expérimentale à Cotiza près de Caracas, mais ce projet n'aboutit pas. Il retourne définitivement dans ce pays, appelé en 1919 par le ministère des Affaires étrangères, pour commencer une nouvelle carrière à l'âge de soixante-deux ans. Il devient botaniste, conservateur, phytogéographe et professeur. Il remarque les talents de ses étudiants Tobías Lasser et Francisco Tamayo.
Jusqu'à la fin de sa vie, Pittier se consacre au bon fonctionnement des institutions, tant privées que publiques, dont il est chargé. Il fonde ainsi le Musée commercial du Venezuela à qui il confie l'Herbier national, devenu aujourd'hui l'Institut botanique. Il fait également publier les premières revues scientifiques attachées à ces établissements. Il est nommé en 1931 directeur de l'observatoire de Cajigal, jusqu'en 1933, auquel il fait acquérir de nouveaux instruments de la part du gouvernement, par l'intermédiaire d'Alfredo Jahn qui l'avait recommandé à ce poste. Il effectue des observations météorologiques, mais ses critiques concernant l'état de cette institution le font entrer en conflit avec le collège des ingénieurs, dont il était membre honoraire.
À partir de 1936, il est nommé chef du service de botanique au ministère de l'agriculture, poste qu'il occupe jusqu'à sa mort. Il fonde en 1937 le parc national de Rancho Grande au nord de l'Aragua, qui porte aujourd'hui son nom.
Henri Pittier est l'auteur d'environ 290 travaux, publiés dans des revues scientifiques de divers domaines. Son œuvre majeure, Manual de las plantas usuales de Venezuela (1926), a été rééditée trois fois. Il porta aussi son attention à des études ethnographiques et linguistiques sur les indigènes d'Amérique centrale et de Colombie.

## Publications
(août 2024).
- 1908. Ensayo sobre las plantas usuales de Costa Rica. H. L. J. B. McQueen. Washington, D. C.
- 1918. Our present knowledge of the forest formation of the Isthmus of Panama // J. of Forestry 16 (1): 76-84
- 1920. La evolución de las ciencias naturales y las exploraciones botánicas en Venezuela // Cultura Venezolana. 2(14): 146-171
- 1920. Mapa Ecológico de Venezuela. Litografía Comercio. Caracas
- 1922. Acerca de nuestras maderas // Cultura Venezolana. 5(38): 227-247
- 1923. Notes on plants colleted in Tropical America // Journal of the Washington Academy of Sciences. 13(19): 428-431
- 1926. Manual de las plantas usuales de Venezuela . Litografía del Comercio, Caracas. 458 p.
- 1926. Manual de agricultura tropical. Nicholls. E., éd. España
- 1927. Estudio de los productos forestales en Venezuela. Tipografía Americana. Caracas
- 1928. Maderas del Delta del Orinoco // Boletín de la Cámara de Comercio de Venezuela. 172: 4010-4011
- 1928. Notas sobre la agricultura en Puerto Rico // Cultura Venezolana. 11 (87): 234.244
- 1931. Estado actual de nuestros conocimientos acerca de la flora de Venezuela // Boletín de la Sociedad Venezolana de Ciencias Naturales. 4: 133-152
- 1931. La expedición al Pacaraima // Cultura Venezolana. 14 (113): 200-205
- 1939. Clave analítica de las familias de plantas superiores de la América Tropical. Caracas
- 1939. Suplemento a las plantas usuales de Venezuela. Elite. Caracas. 129 pp.
- 1942. La mesa de Guanipa; ensayo de fitogeografia. Tipografía Garrido. Caracas
- 1943. El Herbario del Servicio Botánico del Ministerio de Agricultura y Cría // El Agricultor Venezolano. 7 (85-86): 21-27

### Œuvres en ligne
- Liste donnée par worldcat.org

## Hommages

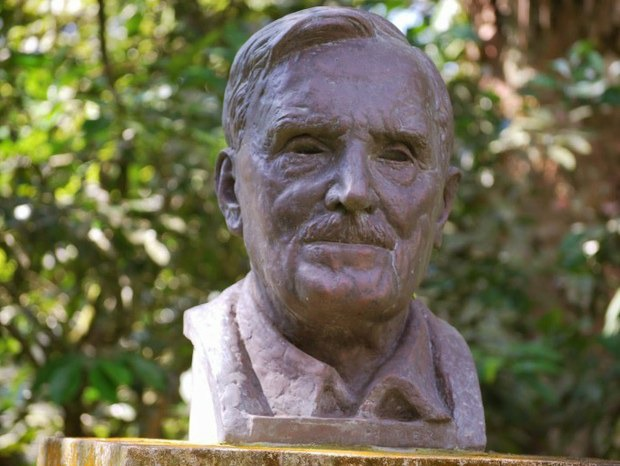
Buste de Henri Pittier à Maracay.

Un buste en bronze de Henri Pittier est installé dans le parc qui porte son nom à Maracay dans l'État d'Aragua au Venezuela.
Un deuxième buste, offert par le Venezuela, est placé à l'entrée du Parc Pittier dans sa ville natale de Bex.